# Sylvie Cotton
Pour les articles homonymes, voir Cotton.
Sylvie Cotton, née en 1962, est une artiste interdisciplinaire, historienne de l'art, travailleuse culturelle, écrivaine et commissaire indépendante travaillant à Montréal. Sa pratique artistique comprend autant la performance que l'art action, le dessin que la photographie, l'installation que l'écriture. Ses œuvres se retrouvent dans les collections du Musée national des beaux-arts du Québec, de l'Archivio Sturani à Rome et dans des collections privées au Québec, aux États-Unis et en Europe.

## Biographie
En 1985, elle fonde Dare-Dare, Centre de diffusion d'art multidisciplinaire de Montréal, avec Diane Tremblay et Claire Bourque. Lors des études de maîtrise en muséologie à l’Université du Québec à Montréal, elle réalise son premier projet, Le consoloir, sorte de projet de muséologie domestique dans lequel chaque objet de sa maison est inventorié de manière formelle et affective. Après l'obtention de sa maîtrise, elle devient directrice du centre d'artistes autogéré Skol de 1993 à 1997. Elle entreprend alors une démarche artistique par le biais d'installations interactives, de performances et d'interventions urbaines.
Également autrice et commissaire, elle organise des événements (dont les 24 heures de performance et d'art d'action, Les yeux rouges à Rouyn-Noranda en 2000), participe à des publications et est membre de groupes de travail en arts visuels. Elle a présenté ses performances et ses installations au Québec, aux États-Unis, en Italie, en Allemagne, en Serbie, en Pologne, en Finlande, en Estonie, en Espagne et au Japon.
Elle participe aux conférences de Res Artis (en) en 2003 et en 2010.

## Démarche
Ève Lamoureux décrit la pratique artistique de Sylvie Cotton comme s'inscrivant dans le courant de l'art action, soit une pratique le plus souvent in situ mais aussi in spiritu, qui vise à faire se rencontrer l'art et la vie. Son œuvre est interdisciplinaire et inclut l'art relationnel, la performance, l'écriture, le dessin, la photographie et l'assemblage d'objets. Elle est influencée entre autres par l’œuvre de Daniel Buren. Les notions de présence et de rencontre sont les piliers de son œuvre, comme dans Faire du temps (2008) au Musée national des beaux-arts du Québec où des gens sont invités à partager une heure avec elle à l'intérieur d'un cachot. Ses projets consistent principalement en la création de situations impliquant des rencontres et des échanges avec autrui, dont elle témoigne dans ses livres. Elle recourt également à des activités de dissémination qui consiste par exemple à distribuer des cartes contenant du texte aux portes des résidences d'un quartier ou encore de petits panneaux (accroche-portes) accrochés aux poignées de porte (Situations).
Les résultats de son travail sont présentés dans des galeries et des festivals, mais également dans des lieux inusités : rue (Situations), ascenseur (Candies/Bonbons), télévision (Surface Sourire), téléphone (Le Théorème des Sylvie), parc (Culture) ou restaurant (From order to disorder). Son activité dans des résidences d'artistes lui sert également à créer des performances. Certaines de ses performances sont apparentées à l'art corporel où elle soumet son corps à diverses expériences (ingestion d'eau croupie, encre indélébile, bougies allumées, etc.). Ses installations visent également à partager une expérience vécue, comme Sapience, où toutes les notes de cours de ses études ont été déchiquetés en confettis ou Boutique de souvenirs, accumulation d'objets, de traces, de notes et d'anecdotes recueillis durant ses explorations de la région de Saint-Paul-d'Abbotsford.

## Œuvres

### Livres d'artiste
- Je préfère tout, cinq cahiers conceptuels témoignant d'expériences menées dans la solitude ou avec d'autres personnes, éditions les îles fortunées,  (ISBN 2-923460-02-2), 2006.
- On est tous la même personne, sept projets comme autant d'œuvres réalisées à partir d'interventions, de mises en relation et de rencontres avec l'autre, Centre d'art et de diffusion Clark,  (ISBN 978-2-9808076-5-7), 2009.
- Désirer résider, témoignage des expériences de création formulées et réalisées en résidence d'artistes entre 1997 et 2011, éditions Sagamie,  (ISBN 978-2-92361-231-7), 2011.
- Sapience ou On est tous des autres, recueil de près de 300 textes, d'abord lus par l'artiste durant ses études puis transformés en confettis, 2011.
- Moi aussi, compte rendu de l'amitié entre Sylvie Cotton et Nathalie de Blois, Éditions les petits carnets, 2013.
- L'instinct dans l'instant, traces réalisées lors de rencontres avec des enfants séjournant dans une maison de soins palliatifs, éditions Turbine,  (ISBN 978-2-9812819-3-7), 2015.
- Avec du l'autre, récit de rencontres avec des inconnus, éditions Sagamie,  (ISBN 978-2-923612560), 2018.

### Performances
- Les centre d'artistes : des ventres d'artistes, Chicoutimi, 1998.
- Situations, Montréal, 1999.
- Silent Project, Helsinki, 2001.
- From order to disorder, Helsinki, 2001.
- Série Promenade, 2001.
- Le Théorème des Sylvie, Montréal, 2001.
- Candies/Bonbons, Québec, 2002.
- Série Mon corps, mon atelier, 2002.
- Suppléance, Montréal, 2002.
- Culture, Toronto, 2003.
- Série Être est dans l'autre, 2005.
- Faire du temps, Québec, 2008.
- Déshabiller les guirlandes, Saint-Jean-sur-Richelieu, 2010.
- C'est maintenant!, Montréal, 2011.
- Conversation sur la mort avec mon père, Montréal, 2013.
- Promenades, Toronto, 2015.

### Installations
- Boutique de souvenirs, Chicoutimi, 1998.
- M'étendre sur le sujet, Montréal, 2006.
- Aujourd'hui, c'est chez toi que je veux être toute seule, Montréal, 2006.
- Sapience, Saint-Jean-sur-Richelieu, 2010.
- Autoportrait, « L'art permet de se reconnaître soi-même », Louise Bourgeois, Montréal et Brooklyn, 2013.

### Œuvres visuelles
- Le consoloir, 1993, 250 fiches descriptives.
- Disparaître, 1997, sculpture.
- Dessins brûlés, 2005, dessins à l'aide de brûlures.
- Le pays des neiges, 2005, sculpture.
- Arbre miniature, 2005, sculpture.
- Corps artistique, 2005, sculpture.
- Dessins soufflés, 2005, dessins.
- Dessins coulés, 2007, dessins.
- Tous les crayons de l'atelier, 2008, œuvres sur papier.
- Dessins respirés, 2008, dessins.

## Écrits
- Sylvie Cotton et Anne Bérubé, L’installation Pistes et territoires. L’installation au Québec. Vingt ans de pratique et de discours, Montréal, Centre des arts actuels SKOL, 1997, 256 p. (ISBN 2-922009-04-1).
- 1999 à 2004, chroniqueuse dans la revue ESSE arts.
- « Le feu sacré : la pratique in spiritu », Récits d'artistes,‎ 2016 (lire en ligne).

## Vidéo
- Surface Sourire, sur les ondes de Télé-Québec, 2000.
- Tournage, vidéo-performance (en collaboration avec Chuck Samuels), galerie Dazibao, Montréal, 2003.